# Provincia di ʿAyn Temūshent
La provincia di ʿAyn Temūshent (in arabo ولاية عين تموشنت) è una delle 58 province dell'Algeria.

## Popolazione
La provincia conta 371.239 abitanti, di cui 187.603 di genere maschile e 183.636 di genere femminile, con un tasso di crescita dal 1998 al 2008 dell'1.3%.

## Distretti
1. Aïn Kihel
2. Aïn Larbaâ
3. ʿAyn Temūshent
4. Béni Saf
5. El Amria
6. El Malah
7. Hammam Bou Hadjar
8. Oulhaça El Gheraba

## Comuni
1. Aghlal
2. Aïn El Arbaa
3. Aïn Kihal
4. ʿAyn Temūshent
5. Aïn Tolba
6. Aoubellil
7. Béni Saf
8. Bou Zedjar
9. Chaabet El Ham
10. Chentouf
11. El Amria
12. El Emir Abdelkader
13. El Malah
14. El Messaid
15. Hammam Bou Hadjar
16. Hassasna
17. Hassi El Ghella
18. Oued Berkeche
19. Oued Sabah
20. Ouled Boudjemaa
21. Ouled Kihal
22. Oulhaça El Gheraba
23. Sidi Ben Adda
24. Sidi Boumedienne
25. Sidi Ouriache
26. Sidi Safi
27. Tamzoura
28. Terga